# Kako d'Akishino

La princesa Kako d'Akishino (佳子内親王, Kako Naishinnō, nascuda el 29 de desembre de 1994) és la segona filla del príncep Fumihito, germà de l'actual emperador del Japó, i de la princesa Kiko. És neboda de l'emperador Naruhito i és també el segon net més gran de l'emperador emèrit Akihito i l'emperadriu emèrita Michiko. Té una germana gran, la princesa Mako, i un germà petit, el príncep Hisahito.

Genalogia de la família imperial japonesa.

## Biografia
La princesa Kako va néixer el 29 de desembre de 1994 a l'Hospital de l'Agència de la Casa Imperial situat al Palau Imperial de Chiyoda, Tòquio. A l'abril de 2001, la princesa Kako va començar a l'Escola Primària de Gakushuin i es va graduar al març del 2007. L'abril d'aquell mateix any va ingressar a l'Escuela Secundaria Superior femenina de Gakushuin (Tòquo) i es va graduar el març del 2013.

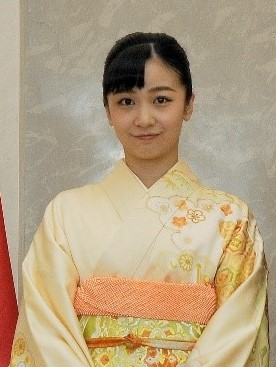
La princesa Kako.

Del 7 al 21 d'agost de 2003, Kako va anar a Tailàndia amb els seus pares i la seva germana per a la celebració del 71è aniversari de la reina Sirikit. Allí li van concedir una beca honorífica a la Universitat d'Ubon Ratchathani i per a investigacions conjuntes sobre l'avicultura.
Kako va practicar patinatge artístic sobre gel quan estudiava a l'escola primària. El 2007 va representar el Club de Patinatge Artístic Meiji-jingu Gaien i es va incorporar a la competició de patinatge artístic de la Copa de la Primavera organitzada per la Federació de Patinatge del Japó. La princesa Kako va acabar primera en la divisió Shinjuku (grup femení B - Sisè any o superior de l'escola primària).
A l'abril de 2013 va assistir a la cerimònia d'entrada de la Universitat de Gakushuin i va iniciar un nou període de la seva vida com a estudiant de grau. L'agost de 2014, va renunciar al Departament d'Educació de la Facultat de Lletres de la Universitat de Gakushuin i va aprovar l'examen d'accés a la Universitat Cristiana Internacional (UCI), l'alma mater de la seva germana gran i el 2 d'abril de 2015 va assistir a la cerimònia d'accés d'aquesta universitat a Tòquio. La princesa Kako portava estudiant des de la infantesa a la institucio de Gakushuin i va argumentar que tenia ganes d'un canvi d'aires.
El 2017, com a part d'un programa d'estudis de la UCI a l'estranger, la princesa Kako va viatjar al Regne Unit per estudiar a la Universitat de Leeds arts escèniques i psicologia. Kako d'Akishino va completar els seus estudis el juny de 2018.

## Títols i tractament
Kako d'Akishino té el tractament d'Alteça Imperial i el títol de Princesa.

### Honors nacionals japonesos
- Gran Cordó de l'Orde de la Preciosa Corona - [10]